# Х
Х, х e буква от кирилицата. Обозначава беззвучната заднонебна проходна съгласна /x/. Присъства във всички славянски кирилски азбуки (22-ра в българската, 23-та в руската, 24-та в беларуската, 26-а в украинската и сръбската), а в македонската писмена норма е 27-а. Използва се също така и в някои от азбуките на народите от бившия СССР. В старобългарската и църковнославянската азбука има название хѣръ. В глаголицата се изписва така , а в кирилицата — Х. И в двете азбуки има числова стойност 600. Произлиза от гръцката буква Хи χ.